# Rhytistylus kaloneroi
Rhytistylus kaloneroi är en insektsart som beskrevs av Asche 1980. Rhytistylus kaloneroi ingår i släktet Rhytistylus och familjen dvärgstritar. Inga underarter finns listade i Catalogue of Life.